# Thomas Campbell Eyton

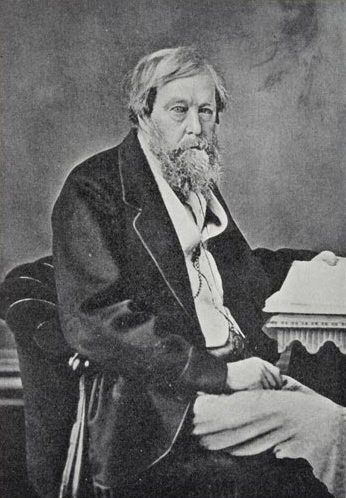
Thomas Campbell Eyton (1809–1880)

Thomas Campbell Eyton (* 10. September 1809 in Eyton Hall (Eyton upon the Weald Moors); † 25. Oktober 1880 ebenda) war ein britischer Naturforscher.

## Leben und Wirken
Thomas Campbell Eyton wurde auf dem elterlichen Landsitz Eyton Hall, nahe Wellington (Shropshire), geboren und war ein Sohn von Thomas Eyton. Er studierte zusammen mit seinem Freund, Charles Robert Darwin, an der Universität Cambridge. Nachdem Eyton 1855 den Landsitz geerbt hatte, erbaute er dort ein großes Naturgeschichtemuseum. Er war Fellow of Linnean Society und Fellow of Zoological Society of London.
Auch Eytons Werke zeigten den Übergang von der Kupferstichkunst immer mehr zur Lithografie Anfang des 19. Jahrhunderts auf. Sein A history of the rarer British birds (1836), illustriert mit Holzschnitten, erschien als Anhang zu Thomas Bewicks History of British birds. Im Jahre 1838 publizierte Eyton ein Werk über Entenvögel, A monograph on the Anatidæ or Duck tribe, das sechs handgefärbte Lithografien von Edward Lear und unzählige einfarbige Bildtafeln enthält. Kopien beider Werke, Eytons anatomische Studie Osteologia avium (1867) und deren erstes Ergänzungsband (1869) sind in der Hill Ornithology Collection an der Cornell University Library vorhanden.

## Dedikationsnamen
Die Gelbfuß-Pfeifgans (Dendrocygna eytoni (Eyton, 1838)) wurde ihm gewidmet. Der Name stammte aus einem Manuskript von John Gould. Philip Lutley Sclater benannte 1854 die Falhlkehl-Baumsteiger-Unterart (Xiphorhynchus guttatus eytoni) zu seinen Ehren. Arachnothera eytonii Salvadori, 1874 wird heute als Synonym zum Brillenspinnenjäger (Arachnothera flavigaster (Eyton, 1839)), Juida eytoni Fraser, 1857 als Synonym für den Langschwanz-Glanzstar (Lamprotornis caudatus (Müller, PLS 1776)), Radjah eytoni Reichenbach, 1852 ein Synonym für die Radjahgans (Radjah radjah (Garnot & Lesson, RP 1828)) und Trogon eytoni Fraser, 1857 ein Synonym für den Jungferntrogon (Trogon collaris Vieillot, 1817).

## Schriften (Auswahl)
- The Herd book of Hereford Cattle. London 1846–1853.
- A history of the rarer British birds. Longman, Rees, Orme, Brown, Green, and Longman, London 1836 (biodiversitylibrary.org).
- A monograph on the Anatidae, or duck tribe. Longman, Orme, Brown, Green, & Longman and Eddowes, London 1838 (biodiversitylibrary.org).
- in John Gould: Anatomival Appendix in The zoology of the voyage of H.M.S. Beagle, under the command of Captain Fitzroy, R.N., during the years 1832 to 1836. Published with the approval of the Lords Commissioners of Her Majesty's Treasury. 3 (Birds). Smith, Elder and Co, London 1841 (biodiversitylibrary.org).
- A lecture on artificial or condensed manures. John Houlston and Messrs. Simpkin, Marshall, and Co., London 1843 (google.de).
- Some account of a dredging expedition on the Coast of the Isle of Man during the months of May, June, July and August 1852. In: Annals and Magazine of Natural history including Zoology, Botany, and Geology  (Being a continuation of the Annals combined with Loudon and Charlesworth's Magazine of Natural History.) (= 2. Band 10). Nr. 58, 1852, S. 282–285 (biodiversitylibrary.org).
- A catalogue of the species of birds in his possession. R. Hobson, Wellington, Salop 1856 (biodiversitylibrary.org).
- A history of the oyster and the oyster fisheries. John van Voorst, London 1858 (biodiversitylibrary.org).
- Osteologia avium,  or a sketch of the osteology of birds. Band 1. R. Hobson, Wellington, Salop 1867 (biodiversitylibrary.org – 1858–1867).
- Osteologia avium,  or a sketch of the osteology of birds. Plates. R. Hobson, Wellington, Salop 1867 (biodiversitylibrary.org – 1858–1867).
- Supplement to Osteologia avium,  or a sketch of the osteology of birds. Plates. R. Hobson, Wellington, Salop 1869 (biodiversitylibrary.org).
- A synopsis on the Anatidæ or Duck tribe. R. Hobson, Wellington, Salop 1869 (biodiversitylibrary.org).
- Notes on Scent; with Meteorological Observations. [With Supplement.] R. Hobson, Wellington, Salop 1870.
- Supplement II to Osteologia avium,  or a sketch of the osteology of birds. Plates. R. Hobson, Wellington, Salop 1875 (biodiversitylibrary.org – 1873–1875).